# Румплер C
Румплер C (нем. Rumpler C) је породица једномоторних, двокрилних авиона које је у току Првог светског рата развила и производила немачка фирма Rumpler Flugzeug-Werke GmbH, Berlin-Johannisthal из Берлина па су према скраћеном називу Rumpler ови авиони добили име. Авиони ове серије су били извиђачи а служили су и као лаки бомбардери јер су могли да понесу 100 kg бомби. Овој фамилији авиона припадају авиони Румплер C.I до Румплер C.IX, а пројектовао их је инж. Едмунд Румплер који је уједно био и власник фирме Rumpler Flugzeug-Werke GmbH. Детаљније о овим авионима можете прочитати у:

## Коришћење авиона Румплер C у Краљевини СХС/Југославији
Војно ваздухопловство Краљевине СХС/Југославије је дошло у посед, након Првог светског рата, четири авиона типа Румплер C, један Румплер C.I, два Румплер C.IV и један Румплер C.VII. У жаргону Војног ваздухопловства Краљевине Југославије ови авиони су имали следеће називе Румплер C.I се звао Румплер 160 КС, Румплер C.IV се звао Румплер 260 КС, док је Румплер C.VII називан Румплер 240 КС. Ови авиони су се користили све до друге половине двадесетих година двадесетог века..

## Земље које су користиле овај авион
| - Немачко царство - Аустроугарска - Бугарска - Турска - Финска - Аустрија (после рата) - Мађарска (после рата) | - Румунија (после рата) - Југославија (посла рата) - Пољска (после рата) - Русија (после рата) - Летонија (после рата) - Швајцарска (после рата) |